# 至徳 (日本)
至徳（、旧字体：至德）は、日本の南北朝時代の元号の一つ。北朝方にて使用された。永徳の後、嘉慶の前。1384年から1387年までの期間を指す。この時代の天皇は、北朝方が後小松天皇。南朝方が後亀山天皇。室町幕府将軍は足利義満。

## 改元
- 永徳4年2月27日（ユリウス暦1384年3月19日） 甲子革令に当たるため改元
- 至徳4年8月23日（ユリウス暦1387年10月5日） 嘉慶に改元

## 至徳期におきた出来事
至徳元年、観世座の観阿弥が没する。享年51歳。

## 西暦との対照表
※は小の月を示す。
| 至徳元年（甲子） | 一月      | 二月  | 三月※ | 四月  | 五月  | 六月※   | 七月  | 八月※ | 九月 | 閏九月※ | 十月※   | 十一月   | 十二月※   |
| 元中元年         | 一月      | 二月  | 三月※ | 四月  | 五月  | 六月※   | 七月  | 八月※ | 九月 | 閏九月※ | 十月※   | 十一月   | 十二月※   |
| ---------------- | --------- | ----- | ----- | ----- | ----- | ------- | ----- | ----- | ---- | ------- | ------- | -------- | --------- |
| ユリウス暦       | 1384/1/23 | 2/22  | 3/23  | 4/21  | 5/21  | 6/20    | 7/19  | 8/18  | 9/16 | 10/16   | 11/14   | 12/13    | 1385/1/12 |
| 至徳二年（乙丑） | 一月      | 二月※ | 三月  | 四月  | 五月※ | 六月    | 七月※ | 八月  | 九月 | 十月※   | 十一月  | 十二月※  |           |
| 元中二年         | 一月      | 二月※ | 三月  | 四月  | 五月※ | 六月    | 七月※ | 八月  | 九月 | 十月※   | 十一月  | 十二月※  |           |
| ユリウス暦       | 1385/2/10 | 3/12  | 4/10  | 5/10  | 6/9   | 7/8     | 8/7   | 9/5   | 10/5 | 11/4    | 12/3    | 1386/1/2 |           |
| 至徳三年（丙寅） | 一月※     | 二月  | 三月※ | 四月  | 五月※ | 六月    | 七月  | 八月※ | 九月 | 十月    | 十一月※ | 十二月   |           |
| 元中三年         | 一月※     | 二月  | 三月※ | 四月  | 五月※ | 六月    | 七月  | 八月※ | 九月 | 十月    | 十一月※ | 十二月   |           |
| ユリウス暦       | 1386/1/31 | 3/1   | 3/31  | 4/29  | 5/29  | 6/27    | 7/27  | 8/26  | 9/24 | 10/24   | 11/23   | 12/22    |           |
| 至徳四年（丁卯） | 一月※     | 二月※ | 三月  | 四月※ | 五月  | 閏五月※ | 六月  | 七月※ | 八月 | 九月    | 十月※   | 十一月   | 十二月    |
| 元中四年         | 一月※     | 二月※ | 三月  | 四月※ | 五月  | 閏五月※ | 六月  | 七月※ | 八月 | 九月    | 十月※   | 十一月   | 十二月    |
| ユリウス暦       | 1387/1/21 | 2/19  | 3/20  | 4/19  | 5/18  | 6/17    | 7/16  | 8/15  | 9/13 | 10/13   | 11/12   | 12/11    | 1388/1/10 |